# Carl Gotthelf Glaeser der Ältere
Carl Gotthelf Glaeser der Ältere (* 23. Januar 1715 in Gelenau/Erzgeb.; † 28. Januar 1792 in Ehrenfriedersdorf) war Rektor und Kantor in Ehrenfriedersdorf.

## Leben
Glaeser war der Sohn des Orgelbaumeisters, Organisten und Schulmeisters Michael Glaeser (1692–1772) aus Krumhermersdorf und seiner Frau Elisabeth Weise (1689–1762). Er wuchs gemeinsam mit sieben Geschwistern in Gelenau auf.
1743 heiratete er Charlotte Stieler (1722–1789) und hatte mit ihr neun Kinder, darunter den Komponisten Carl Ludwig Traugott Glaeser. 
Glaeser besuchte die Kreuzschule in Dresden und studierte in Leipzig. 1740 wurde er zum Kantor und 1749 zum Rektor in Ehrenfriedersdorf ernannt. 1790 feierte er sein 50-jähriges Amtsjubiläum. 